# Bukowiec (Pogórze Rożnowskie)
Bukowiec (530 m) – szczyt na północny zachód od Bobowej, w centralnej części Pogórza Rożnowskiego. Jest w dużym stopniu porośnięty lasem, ale część stoków jest bezleśna, znajdują się na nich pola uprawne i zabudowania niewielkiej wsi Bukowiec. Potoki spływające ze stoków Bukowca znajdują się w zlewni Przydonickiego Potoku, Paleśnianki i Siekierczanki. Na grzbiecie Bukowca, nieco poniżej wierzchołka stoi zabytkowy drewniany kościółek. Jest to dawna cerkiew greckokatolicka z 1805 roku przeniesiona tu w 1948 roku ze wsi Kamianna w Beskidzie Niskim.
Od 1953 roku na Bukowcu powołano rezerwat przyrody nieożywionej "Diable Skały". Jego powierzchnia wynosi 16,07ha. Rezerwat chroni zgrupowania form skałkowych zbudowanych z piaskowców i zlepieńców ciężkowickich. Na terenie rezerwatu znajdują się jaskinie szczelinowe. Największa – Diabla Dziura w Bukowcu, ma 365 m długości i 42,5 m głębokości.